# Oxyopes bifidus
Oxyopes bifidus là một loài nhện trong họ Oxyopidae.
Loài này thuộc chi Oxyopes. Oxyopes bifidus được Frederick Octavius Pickard-Cambridge miêu tả năm 1902.